# Hellas La Haye
 (avril 2013).
Si vous disposez d'ouvrages ou d'articles de référence ou si vous connaissez des sites web de qualité traitant du thème abordé ici, merci de compléter l'article en donnant les références utiles à sa vérifiabilité et en les liant à la section « Notes et références ».
Maillots
Le Hellas La Haye est un club de handball situé à La Haye. Le club possède une équipe masculine jouant en AFAB Eredivisie et une section féminine.

## Palmarès

### Section masculine
- Championnat des Pays-Bas (1) : 2008
- Coupe des Pays-Bas (1) : ?

### Section féminine
- Championnat des Pays-Bas (9) : 1955, 1957, 1976, 1977, 1978, 1980, 1981, 2002, 2005